# Petén (stijl)
De architectuurstijl van El Petén of kortweg Petén is een van de vijf gedefinieerde stijlen van de oude Maya-architectuur die we terugvinden op sites in het noorden van Guatemala en het zuiden van Mexico.

## Geschiedenis
Het oudste bewijs van de Petén-bouwstijl dateert uit de midden-preklassieke periode (600-300 v.Chr.). De stijl bereikte zijn hoogtepunt tijdens de laatklassieke periode (600-800 n.Chr.).

## Kenmerken
De bouwstijl wordt gekenmerkt door onder meer prominente trappen, getrapte terrassen, zacht gebogen hoeken en hoge maar slanke piramiden. Het interieur van gebouwen in El Petén-stijl is smal met gewelfde plafonds. Stucwerkmaskers zijn veelvoorkomende decoratieve elementen.

## Voorbeelden
Diverse sites met deze stijl zijn te vinden in het noorden van Guatemala en in de Mexicaanse deelstaten Campeche en Quintana Roo op het schiereiland Yucatán met onder meer Calakmul, El Mirador, Seibal, Tikal, Uaxactun, Xunantunich en Yaxha.

## Andere Mayastijlen
- Río Bec-stijl, recenter dan de Petén welke het beïnvloedde
- Chenesstijl
- Puucstijl
- Toltecstijl